# Samuel Bach
Christian Samuel Bach (* 31. Oktober 1773 in Rhoden; † 6. Januar 1838 ebenda) war ein deutscher Bäcker, Stadtrezeptor, Bürgermeister und Politiker.

## Leben
Bach war der Sohn des Oberkämmerers Johann Christian Bach (* 22. Mai 1747 in Rhoden; † 29. Januar 1801 ebenda) und dessen Ehefrau Margarethe Elisabeth geborene Beiteke (* 6. Dezember 1743 in Rhoden; † 30. April 1805 ebenda). Er war evangelisch und heiratete am 7. April 1802 in Rhoden Friederike Sophie Melusine Weber (* 11. Februar 1783 in Schmillinghausen; † 7. Mai 1852 in Rhoden), die Tochter des Pfarrers Philipp Christian Ludwig Weber und dessen Ehefrau Marie Christiane geborene Busold.
Sein Onkel Heinrich Christian Georg Gercke (* 20. August 1749 in Rhoden; † 10. März 1822 ebenda) war ebenfalls Landstand, Schuhmachermeister und Bürgermeister der Stadt Rhoden.
Bach lebte als Bäckermeister in Rhoden, wo er 1822 Stadtrezeptor wurde. Von Anfang 1829 bis Anfang 1830 war er dort auch Bürgermeister. Als solcher war er vom 14. Februar 1829 bis zum 25. Januar 1830 Mitglied des Landstandes des Fürstentums Waldeck.